# Felipe Ángeles, Carmen
Felipe Ángeles är en ort i Mexiko.   Den ligger i kommunen Carmen och delstaten Campeche, i den sydöstra delen av landet, 900 km öster om huvudstaden Mexico City. Felipe Ángeles ligger 59 meter över havet och antalet invånare är 443.
Terrängen runt Felipe Ángeles är platt. Runt Felipe Ángeles är det glesbefolkat, med 11 invånare per kvadratkilometer. Närmaste större samhälle är Don Samuel, 18,2 km öster om Felipe Ángeles. Trakten runt Felipe Ángeles består till största delen av jordbruksmark.